# Blusdeken

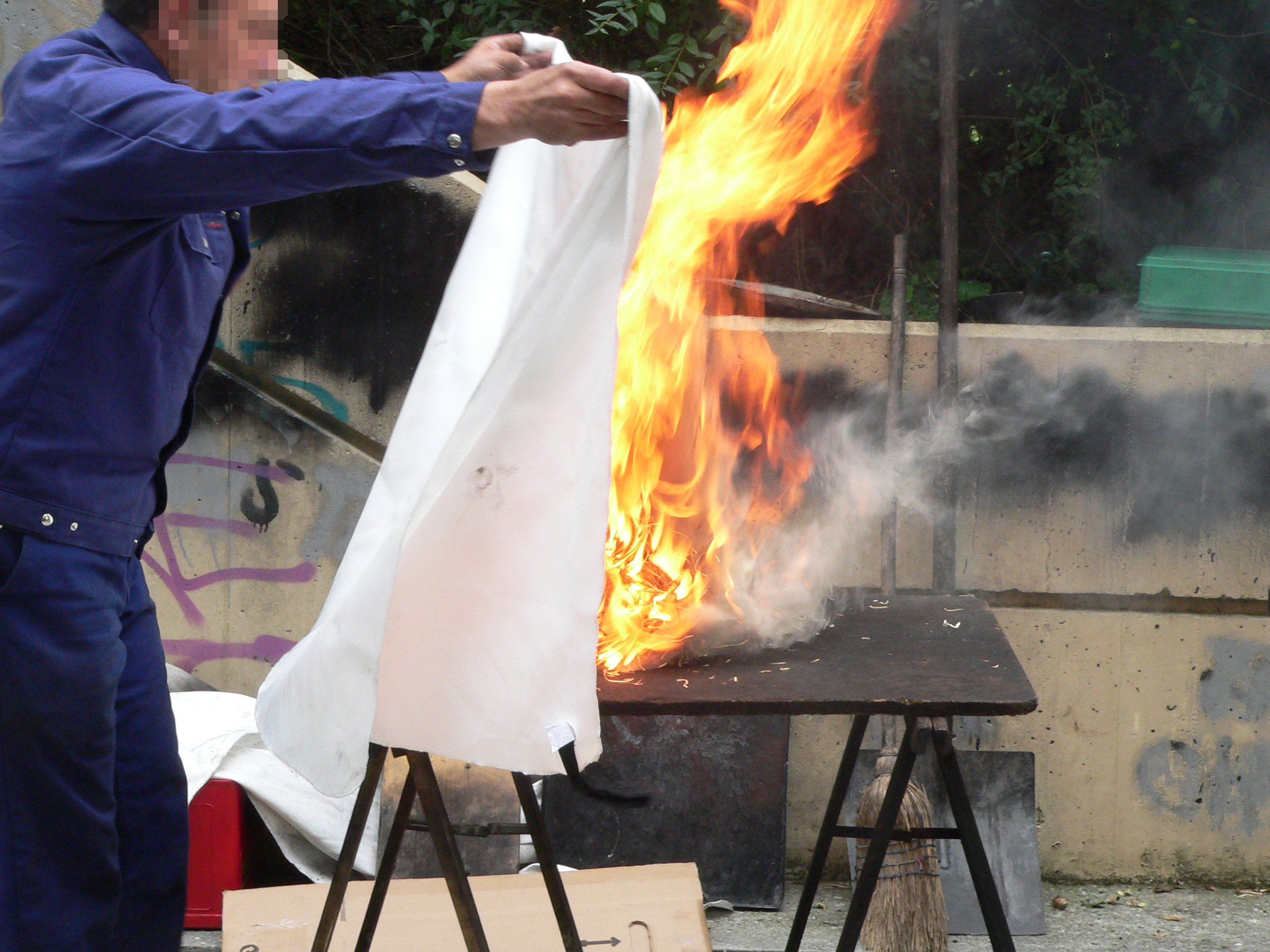
Blusdeken in gebruik

Een blusdeken of branddeken is een deken die over een vuur is heen te leggen om het in een vroeg stadium te doven.
De deken is gemaakt van een niet of zeer slecht brandbaar materiaal al dan niet gecoat met een brandwerend middel. Tegenwoordig wordt geweven glasvezel (in meerdere lagen aangebracht) veelvuldig gebruikt. Oudere branddekens van voor 1992 kunnen nog asbest bevatten; het is raadzaam deze te vervangen door een moderne.
Doordat de deken de zuurstof ontneemt van de vuurhaard dooft het vuur. Het blusmiddel is geschikt voor personen die in brand staan, maar niet voor vloeistof of oliebranden zoals de vlam-in-de-pan.
Een blusdeken is een zeer eenvoudig te gebruiken blusmiddel waar men weinig kennis voor nodig heeft om een beginnende kleine brand te blussen, bijvoorbeeld in een keuken. Op de houder van de blusdeken staat altijd een gebruiksaanwijzing afgedrukt. Blusdekens zijn in Nederland onder andere te koop bij de bouwmarkten.
De blusdeken wordt bij de hoeken vastgepakt, en gedeeltelijk om de eigen handen gewikkeld, zodat het vuur dat bestreden wordt de handen niet kan verwonden.
Bij het gebruik van een blusdeken om een vloeistofbrand te blussen is het zaak dat de deken minimaal een half uur blijft liggen. Door het optillen van de deken kan zuurstof bij de vloeistof komen, als de temperatuur van de vloeistof hoog genoeg is kan de vloeistof weer ontbranden. Men kijke dus niet te snel of het vuur wel uit is.
Het dicht benaderen van een brand of het betreden van een ruimte die gevuld is met rook is gevaarlijk en dient overgelaten te worden aan de brandweer.